# Старое Левино
Старое Левино — деревня в Медынском районе Калужской области России. Входит в состав сельского поселения «деревня Глухово».

## География
Расположена у реки Лужа. Рядом —  Глухово.

## Население
| 2002 | 2010 |
| ---- | ---- |
| 8    | ↘1   |

## История
В 1782 году деревня Левина на реке Кшома во владениях князя Василия Ивановича Долгорукова и Евдокии Александровны Зиновьевой.
К 1859 году Левино старое значилась как деревня 1-го стана Медынского уезда и насчитывала 24 двора и 228 жителей.
После реформ 1861 года вошла в Глуховскую волость. Население в 1892 году — 247 человек, в 1912 году — 331 человек.